# Selenipedium
Selenipedium je rod orhideja iz potporodice Cypripedioideae. Postoje 12 priznatih vrsta u tropskoj Južnoj Americi, Panami i Trinidadu.

## Vrste
1. Selenipedium aequinoctiale Garay
2. Selenipedium aucourdianum Sambin & Chiron
3. Selenipedium buenaventurae (Szlach. & Kolan.) P.J.Cribb
4. Selenipedium chica Rchb.f.
5. Selenipedium chironianum Sambin & Braem
6. Selenipedium dodsonii P.J.Cribb
7. Selenipedium garayanum Szlach. & Kolan.
8. Selenipedium isabelianum Barb.Rodr.
9. Selenipedium olgae Szlach. & Kolan.
10. Selenipedium palmifolium (Lindl.) Rchb.f. & Warsz.
11. Selenipedium steyermarkii Foldats
12. Selenipedium vanillocarpum Barb.Rodr.

## Sinonimi
- Apedium Chiron, Sambin & Braem
- Selenipedilum Pfitzer